# Screamin' Eagle
Pour l’article ayant un titre homophone, voir Screaming Eagle.
Screamin' Eagle sont des montagnes russes en bois du parc Six Flags St. Louis, situées à Eureka, dans le Missouri, aux États-Unis. À leur ouverture le 10 avril 1976, elles étaient les montagnes russes les plus hautes et les plus rapides au monde. Ce sont les dernières montagnes russes conçues par John C. Allen.